# Lista dos COs de Advance Wars: Days of Ruin
Esta é uma lista dos COs do jogo Advance Wars: Days of Ruin, um jogo da série Advance Wars de Video games. Todos os COs daqui só aparecem em Days of Ruin.
COs na série Advance Wars freqüentemente dão suas forças vantagens e desvantagens. Em Days of Ruin, COs são capazes de dar as suas forças esses efeitos quando estão dentro de um determinado intervalo de espaço no campo de batalha. O CO tem a possibilidade de viajar com uma única unidade específica, que habilita temporariamente a unidade até que são destruídas ou o CO retorna ao seu respectivo QG.

## Rubinelle
O emblema é um Lobo

### Will
Will (Edna versão européia) é o principal protagonista de Days of Ruin. Ele é introduzido no início do jogo como um jovem cadete do Rubinelle Academia Militar. Durante a catastrófica greve por causa do meteoro que devastou o mundo em Dias de Ruin, Will é aprisionado na bagunça do salão da Academia. Ele sobrevive com poucas provisões enquanto ele escava uma saída para o salão, e atende a Rubinelle COs Brenner e Lin depois que têm uma derrota com o The Beast. Will junta-se a Brenner, em sua missão de salvamento dos sobreviventes, definindo o cenário para o enredo da Campanha de Days of Ruin.

### Brenner
O líder do resquício do Exército Rubinelle ,Brenner (O'Brian na versão européia,Brown na versão japonesa) só pretende resgatar os sobreviventes do ataque de meteoro, mas os rivais do exército de Lazuria e vários warlords vão subir para forçá-lo a conduzir suas tropas em combate muitas vezes no futuro.

### Lin
A 1a Tenente no Exército Rubinelle, Lin (Ling na versão européia). Brenner é também o segundo-em-comando.

#### Isabella
'Isabella' é uma misteriosa mulher jovem resgatada por Will no início do enredo. Ela é afligida com amnésia, mas parece estar consciente de alguma forma que lembra de fundamentais segredos militares.

## Facção Amarela
O emblema é um Dragão

### Waylon
Waylon é um CO que eventualmente se torna um aliado dos Rubinelle. É referido como um 'aviador'.

## Facção Preta

### The Beast
Sempre referente a si próprio como "The Beast", este CO lidera um pequeno grupo de ladrões que tentam tirar ganho da queda das duas principais potências mundiais, Rubinelle e Lazuria.
Ele é encontrado como o inimigo na primeira missão do jogo.